# Корневой домен
Корнево́й доме́н (англ. root domain) — домен самого верхнего уровня в любой системе доменных имён. Корневой домен Интернета (называемый иногда доменом нулевого уровня) обслуживается корневыми серверами системы доменных имен, которые располагаются в различных странах мира.
В системе DNS Интернета корневой домен обозначается пустым (т. е. не содержащим никаких символов) именем. При записи доменного имени каждый домен отделяется точкой; в конце имени может присутствовать точка, которая отделяет пустое имя, соответствующее корневому домену. Если эта точка есть (например «www.example.com.»), то доменное имя считается полным (абсолютным). Если точки в конце имени нет («www.example» или «www.example.com»), то имя считается относительным.
Каждое интернет-приложение должно правильно обрабатывать завершающую точку, однако большинство приложений позволяют вводить доменное имя без точки в конце; обработка таких имён  зависит от реализации. В простейшем случае (если, например, в контексте данного приложения невозможно определить, относительно какого базового домена задан адрес) к адресу будет добавлена завершающая точка, и он будет трактоваться так же, как абсолютный. В ряде случаев для получения полного доменного имени локальное программное обеспечение (либо приложение, либо операционная система) может присоединить к относительному имени некоторый домен по умолчанию, который определяется по доменному имени компьютера или может быть задан в настройках. Иногда в настройках может быть задано несколько таких доменов, которые перебираются по очереди, до тех пор пока не будет найдено существующее в DNS имя. Такой подход может приводить к неоднозначности, которая, однако, может быть легко разрешена с помощью задания полного (с точкой в конце) доменного имени. 
Порядок нумерации доменных имен часто путают, и домены верхнего уровня называют нулевыми. На самом же деле доменом нулевого уровня является «.» (точка) и правильный порядок нумерации уровней доменов таков:
1. . (точка) — домен нулевого уровня
2. .org — домен первого уровня, называемый также доменом верхнего уровня или зоной
3. wikipedia.org — домен второго уровня
4. ru.wikipedia.org — домен третьего уровня